# Sound-Dust
Sound-Dust è il settimo album discografico in studio del gruppo musicale inglese Stereolab, pubblicato nel 2001.

## Tracce
1. Black Ants in Sound-Dust – 1:58
2. Space Moth – 7:35
3. Captain Easychord – 5:33
4. Baby Lulu – 5:13
5. The Black Arts – 5:12
6. Hallucinex – 3:55
7. Double Rocker – 5:33
8. Gus the Mynah Bird – 6:10
9. Naught More Terrific Than Man – 4:10
10. Nothing to Do With Me – 3:38
11. Suggestion Diabolique – 7:52
12. Les Bons Bons des Raisons – 6:43